# Pedinogyra hayii
Pedinogyra hayii är en snäckart som först beskrevs av Griffith och Pidgeon 1833.  Pedinogyra hayii ingår i släktet Pedinogyra och familjen Caryodidae. Inga underarter finns listade i Catalogue of Life.